# Solution de Burow
La solution de Burow est une solution aqueuse de triacétate d'aluminium. Il est disponible aux États-Unis sous forme de médicament en vente libre pour administration topique, sous les marques Domeboro (Moberg Pharma), Domeboro Otic (gouttes auriculaires), Star-Otic et Borofair. La préparation a des propriétés astringentes et antibactériennes et peut être utilisée pour traiter un certain nombre d'affections cutanées, notamment les piqûres et piqûres d'insectes, les éruptions cutanées causées par le sumac grimpant et sumac à vernis, les œdèmes, les allergies et les contusions. Cependant, son utilisation principale est le traitement de l'otite (infection de l’oreille), y compris l’otomycose (infection fongique de l’oreille).

## Histoire
Le créateur de la solution de Burow était Karl August Burow (1809-1874), chirurgien militaire et anatomiste. Burow a également été l'inventeur de certaines techniques de chirurgie plastique et de cicatrisation des plaies qui sont encore largement utilisées aujourd'hui.

## Utilisation

### Otite
La solution de Burow peut être utilisée pour traiter diverses formes d'infection de l'oreille, appelées otites,. En tant que médicament, il est peu coûteux et non ototoxique. En cas d'otomycose, il est moins efficace que le clotrimazole mais reste un traitement efficace.

### Irritation de la peau
La plupart des versions de la solution de Burow peuvent être utilisées comme trempage ou compresse. En tant qu'astringent approuvé par la FDA, il est utilisé pour soulager les irritations cutanées dues au sumac grimpant et au sumac à vernis, ainsi que les éruptions cutanées dues à des réactions allergiques aux savons, détergents, cosmétiques et bijoux. Cela est dû à la combinaison de deux ingrédients actifs présents dans cette version de la solution de Burow, à savoir le sulfate d'aluminium tétradécahydraté et l'acétate de calcium monohydraté,,.
La solution est utilisée par certains pour réduire l'inflammation et l'infection potentielle due à des affections telles que les ongles incarnés.

## Sources et références
1. ↑  Drugs.com: Acetic acid/ aluminum acetate solution
2. ↑  Thorp, Kruger, Oliver et Nilssen, « The antibacterial activity of acetic acid and Burow's solution as topical otological preparations », J. Laryngology & Otology, Cambridge University Press, vol. 112, no 10,‎ 1998, p. 925–928 (PMID 10211213, DOI 10.1017/S0022215100142100, S2CID 29258555, lire en ligne)
3. ↑  Carol Ann Rinzler, The Encyclopedia of Cosmetic and Plastic Surgery, Infobase, 12 mai 2010 (ISBN 9781438127026, lire en ligne)
4. ↑  « The efficacy of Burow's solution as an ear preparation for the treatment of chronic ear infections », Otology & Neurotology, vol. 25, no 1,‎ janvier 2004, p. 9–13 (PMID 14724484, DOI 10.1097/00129492-200401000-00002, S2CID 7562816)
5. ↑  Kashiwamura, Chida, Matsumura et Nakamaru, « The Efficacy of Burow's Solution as an Ear Preparation for the Treatment of Chronic Ear Infections », Otology & Neurotology, vol. 25, no 1,‎ janvier 2004, p. 9–13 (PMID 14724484, DOI 10.1097/00129492-200401000-00002, S2CID 7562816)
6. ↑  Munguia et Daniel, « Ototopical antifungals and otomycosis: A review », International Journal of Pediatric Otorhinolaryngology, vol. 72, no 4,‎ avril 2008, p. 453–459 (PMID 18279975, DOI 10.1016/j.ijporl.2007.12.005)
7. ↑  « CFR - Code of Federal Regulations Title 21 » (consulté le 16 décembre 2016)
8. ↑  « Domeboro », dailymed.nlm.nih.gov/, U.S. National Library of Medicine
9. ↑  « FDA », www.fda.gov/
10. ↑  « About Domeboro® Astringent – Rash Treatment & Skin Irritation | Domeboro » [archive du 10 décembre 2017] (consulté le 8 janvier 2015)